# Prosen
Prosen je priimek več znanih Slovencev:
- Aleksander Prosen Kralj (*1985), poslanec
- Anton Prosen (*1946), geodet, prostorski planer, prof. FGG
- Dragutin (Dragotin) Prosen (1907—1984), geofizik, univ. profesor v Beogradu
- Gregor Prosen, urgentni zdravnik
- Helena Prosen (*1967), kemičarka, prof. FKKT UL
- Irena Prosen (*1936), filmska igralka (v Beogradu)
- Jure Prosen (*1986), šahist, mentor
- Luka Prosen (*1991), smučarski tekač
- Marijan Majo Prosen (*1937), astronom, pedagog in poljudni publicist
- Miha Prosen, arhitekt
- Miha Prosen (1925 - ?), politični delavec
- Mihael Prosen - Zvezda (1913 - ?), partizan (aktivist OF)
- Milan Prosen (1902—1991), generalštabni oficir Vojske Kraljevine Jugoslavije, pribočnik kraljice Marije, turistični delavec (v VB)
- Peter Prosen (1882—?), profesor
- Rose Mary Prosen (1931—2008), izseljenska pesnica, pisateljica, esejistka (ZDA)
- Tatjana Prosen, seizmologinja
- Tomaž Prosen (*1970), matematični fizik, izr. član SAZU
- Tomislav Prosen (*1943), slovensko-hrvaški nogometaš